# Lomandra fluviatilis
Lomandra fluviatilis là một loài thực vật có hoa trong họ Măng tây. Loài này được (R.Br.) A.T.Lee mô tả khoa học đầu tiên năm 1962.